# Waingaro
Waingaro   est une localité rurale du district du Waikato située dans la région de Waikato dans l’Île du Nord de la Nouvelle-Zélande.

## Situation
Elle est localisée sur les berges du fleuve Waingaro, qui est alimenté par des sources chaudes.

## Installations
Le « marae de Waingaro » est une zone de rencontre du hapū local des Waikato Tainui des Ngāti Māhanga (en) et des Ngāti Tamainupo (en).
Il comprend la maison de rencontre (en) Ngā Tokotoru ».

## Démographie
La population de Waingaroa était de 66 résidents lors du recensement de 2013 en Nouvelle-Zélande.

## Éducation
L’école Waingaro School est une école publique, mixte, assurant le primaire , avec un effectif de 33 élèves en mars 2020.

## Sources chaude de Waingaro
Les sources chaudes de Waingaro, connues de longue date, ont été fermées en 2014 jusqu’à ce que les améliorations soient réalisées. 
Elles furent ré-ouvertes en 2016.
L’eau thermale, qui s’écoule, avec un taux de NaCl typique de l'eau salée, diluée, alcaline, allant de 37 à 54 °C, provenant du sous-bassement rocheux datant du début du Jurassique avec un débit d’environ 350 l/min probablement originaire d’une profondeur d’au moins 3 km et partageant sa source avec le Naike (en) et le lac Waikorea, dans la mesure où ils ont tous les trois, la même composition chimique.
En 1921, la description suivante fut donnée :  Waingaro, sur la route du coach à partir de Ngaruawhahia vers la côte ouest, offre des eaux  dite de type thermal, contenant seulement 22 grains de solides par gallon. 
Ce n’est pas un spa (établissement de soins) bien que la source soit utilisée localement comme telle et elle avait, à une certaine époque, une grande réputation parmi les Maoris.
La sortie de l’eau est très forte et la température élevée.
Il y a un grand bain d’immersion simple avec un hôtel pour s'y loger situé le long du trajet.
L’analyse des grains par gallon donnant :
chlorure de Sodium 6-43
Silice 7-80
Total solides 22-66
Température.  54,4 °C.
En 1942, un toit en tôle, qui couvrait la source sur son côté nord, fut emporté par une inondation. 
Après cela, l’eau chaude fut canalisée sous la route et le complexe de bain actuel fut construit.
| Spring        | Date d'échantillonnage | TD°C | pH(20 °C) | Li   | Na | K    | Ca  | Sr    | Ba     | B   | HCO3 | SiO2 | SO4 | F   | Cl | I     | ΔD ‰  | δ18O ‰ | T (SiO2) °C |
| ------------- | ---------------------- | ---- | --------- | ---- | -- | ---- | --- | ----- | ------ | --- | ---- | ---- | --- | --- | -- | ----- | ----- | ------ | ----------- |
| Waingaro well | 12/05/2005             | 54,7 | 9,2       | 0,05 | 79 | 0,73 | 1,2 | 0,005 | 0,0004 | 4,9 | 44   | 55   | 8,3 | 3,5 | 49 | 0.029 | -31,5 | -5,74  | 83          |

.

## Zone d’accostage de Waingaro

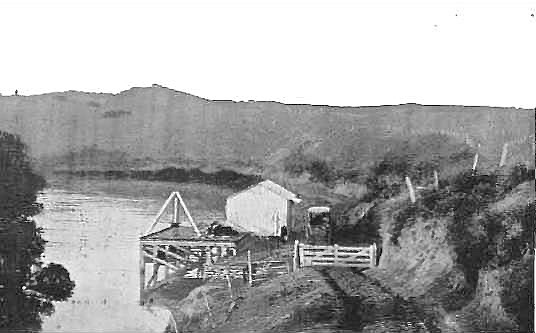
Le mail coach au niveau de Waingaro Landing

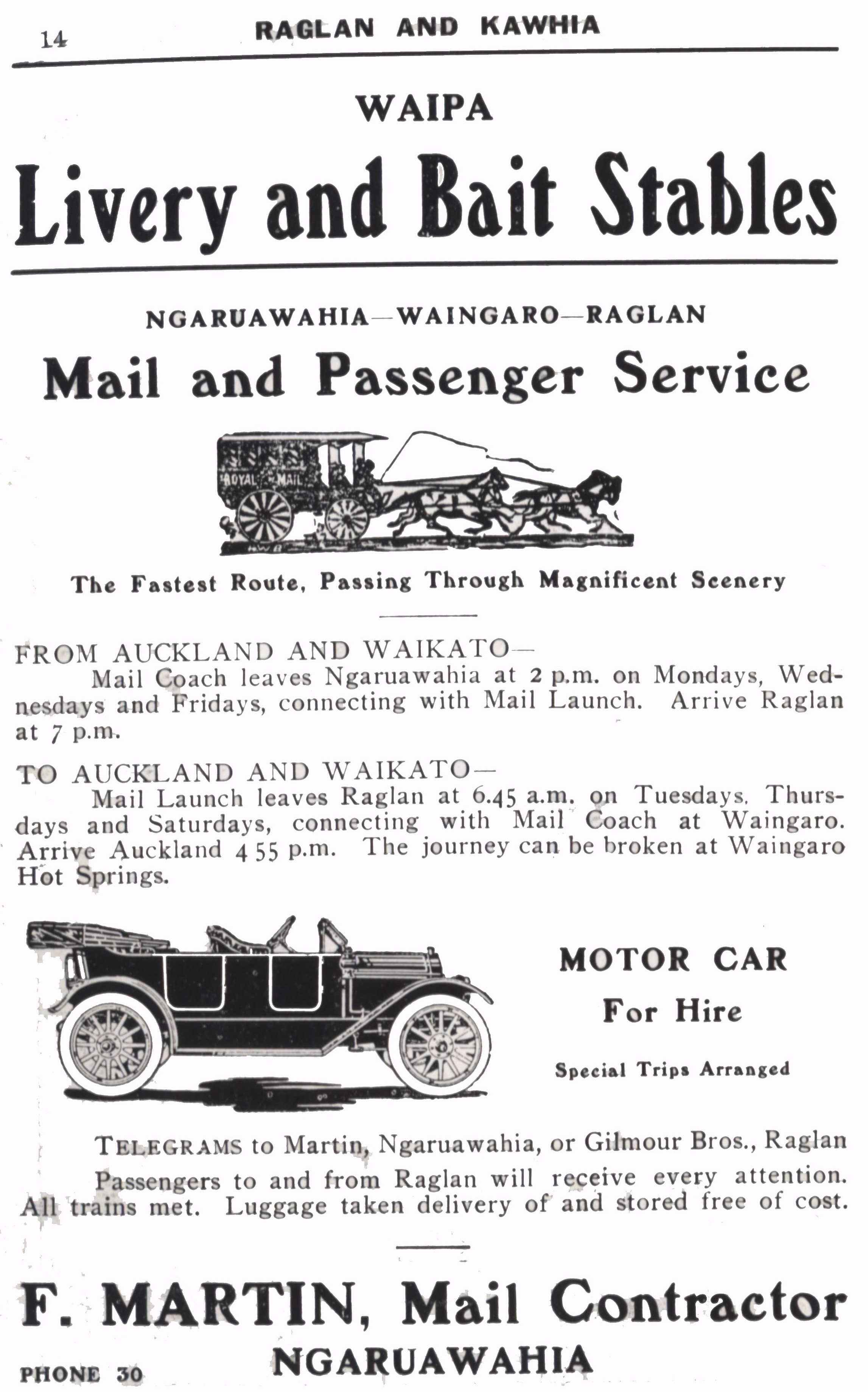
Avertissement du livre guide 1915

L’étroite route empierrée de deux kilomètres de long allant de Ohautira Road vers la rampe de bateau et du lieu de pêche à la blanchaille, au niveau de Waingaro, connait maintenant un faible trafic, mais celui-ci était autrefois beaucoup plus important.
Juste au sud du point où la rivière Waingaro rejoint le fleuve Kerikeri, il y a un accostage déjà utilisé par Rev A N Brown (en) en 1834 pour voyager de la baie des îles jusqu’au port de Kawhia (en). 
Peu de choses y ont été modifiées depuis un demi-siècle.
Vers 1883, une concession de la couronne de 1000 acres située sur la berge du cours d’eau Waingaro fut prise en main par M. Barton ou Patene, puis Mr Clarke, et ensuite par Sam Picken. 
La plus grande partie de celle-ci était constituée par un bush épais.
Clarke avait commencé à l’éclaircir, employant Arthur Moon et Johnnie Douglas.
Picken voyagea en direction de Huntly par le train, traversant la région de Waikato par bateau, puis une route en tenant sa monture par la bride vers la localité de Glen Afton et finalement par le chemin des autochtones à travers l’épaisse forêt de rimu et de matai qui poussaient sur les collines et de kahikatea sur les terrains plats. 
En un an, le chemin initial avait été transformé en sentier.
Picken fut rejoint par George Richards, Arthur Shilson, Ned Edmonds, Stevens, Arthur Richards et Pyne. 
La couronne construisit ensuite une route allant de Ngāruawāhia jusqu’au landing. 
Vers 1893, la plupart des terrains avaient été achetés, à l’exception d’une zone de 600 acres au niveau des sources chaudes qui avait été louée avec un bail de 21 ans par Sam Wilson, qui y construisit l’hôtel.
Charles Sutton acheta le Vesta, une vedette de 30 pieds, qui permettait de remorquer une barque de Raglan à Waingaro en une heure. 
Une expérience avec le navire l'Amateur de 40 ft ne fut pas concluante car cela prit trois heures. 
En 1896 le Vesta fut réparé et remis en service.
Pendant presque deux décennies, le landing devint une route populaire vers Raglan quand le Capitaine Coge fit circuler le navire à vapeur S.S Maori entre Raglan et l’appontage à partir de 1903
Une malle-poste venant de Ngāruawāhia apportait le courrier et les passagers et le reste du trajet se faisait en bateau.
Vers 1903, le Ministère du Tourisme et des établissements de santé publia ces options sur le voyage d’Auckland à Raglan :
- Auckland à Ngāruawāhia, 74 mi : Départ par le rail d’Auckland à 10 a.m.
- Arrivée à Ngāruawāhia, à  12.58 p.m. 1st class 8/10, 2nd 5/9.
- Ngāruawāhia à Waingaro, 16 mi. Coach départ mardi et vendredi, 1.15 p.m. arrivée à 4 p.m. 6/- aller simple, 10/- aller-retour.
- Waingaro à Raglan, 9 mi. Oil launch mardi et vendredi. 2/6 simple, 4/- retour.
  - Raglan à Onehunga 115 mi, avec la N.S.S. (en) (Northern Steamship) Steamer hebdomadaire . 20/- simple, 30/- retour. Salon.
  - Onehunga à Auckland, 8 mi. Rail, fréquent. First I/-, 2nd 9 pence.
    - Raglan à Hamilton, 35 mi. Coach lundi, mercredi et vendredi. Départ 7 a.m. Arrivée 1.10 p.m.
    - Hamilton à Raglan. Coach mardi, mercredi et samedi. Départ Hamilton 9 a.m. Arrivée 4 p.m. Simple 12/-, retour 20/-.

Coge fournit bientôt aussi un service de bateau mais le 18 novembre 1904 le journal Raglan Chronicle (en) fit une annonce pour le lancement d’un cargo le Nita après que sept personnalités locales ont formé la coopérative, du nom de Raglan Launch Co, pour le reprendre en charge avec l’agent des terres A. R. Langley, comme secrétaire.
Avec Mr B. Vercoe en charge, il continua le commerce jusqu’à la survenue d’un feu en mars 1909 avec Frank Charlton en charge. 
Toutefois le feu semble avoir  été éteint rapidement et le Nita fut plus tard acheté par Billy McQueen, qui faisait un commerce autour du port toujours vers 1920.
De temps en temps, le bureau de poste lançait par appel d’offres pour transporter le courrier par la route.
Le conseil du Conté accepta l’extension du stockage et des quais en 1910, bien que sans l’achat de terres supplémentaires.
Le travail du terminé en 1913.
La route menant au débarcadère était encore en réfection en 1905, lorsque 100 £ y furent allouées.
Après 1920, le coach postal fut remplacé par un Camion crème !, dont le fonctionnement assuré par Bob Gibb, circulant pour le courrier sur le trajet Ngāruawāhia à Te Ākau[Quoi ?].